# Muzeul Universității „Al. I. Cuza”
Muzeul Universității „Alexandru Ioan Cuza” este un muzeu din Iași, amplasat pe Str. Titu Maiorescu, nr. 12, care funcționează ca un departament al Universității „Alexandru Ioan Cuza”.

## Istoric
Muzeul Universității este continuatorul a două tradiții muzeale: Muzeul de Antichități și Muzeul Academic.
Muzeul de Antichități a fost organizat în 1916 prin eforturile profesorului Oreste Tafrali. Muzeul, și a funcționat până după al Doilea Război Mondial, prezenta obiectele descoperite în cursul excavațiilor arheologice realizate în arealul culturii Cucuteni și al cetăților grecești de la Marea Neagră. Ulterior, colecțiile sale au trecut în custodia Muzeului de Istorie a Moldovei, în prezent secție a Complexului Național „Moldova” din Iași.
Muzeul Academic a fost creat în 1960, cu ocazia Centenarului Universității, inițial ca o expoziție și apoi, la împlinirea a 125 de ani de la fondarea Universității, ca un mic muzeu in spatiul Rectoratului.

## Organizare
Muzeul este găzduit într-o casă particulară construită la începutul secolului al XX-lea în stil neogotic cu elemente de art nouveau, clădire ce a aparținut generalului de geniu în armata Regală, Scarlat Panaitescu, străbunicul lui Oreste Teodorescu. El a fost și Conferențiar universitar la Universitatea din Iași, precum și membru al Academiei Române Casa a fost achiziționată, în 2007, de Universitatea „Alexandru Ioan Cuza” pentru muzeu și a fost restaurată și modernizată. Clădirea este a fost inclusă pe „Lista monumentelor istorice din județul Iași” din anul 2015, având codul de clasificare  IS-II-m-B-03937.
Muzeul Universității „Alexandru Ioan Cuza” a fost inaugurat în anul 2011 și este organizat în două secțiuni: „Muzeul Civilizației Cucuteni” și „Muzeul Academic”.

### Muzeul Civilizației Cucuteni
Muzeul expune obiectele descoperite în cursul cercetărilor arheologice întreprinse în perioada postbelică de către arheologii Facultății de Istorie sau ai Institutului de Arheologie din Iași, o parte din piese provenind din Colecția Fundației „Cucuteni pentru mileniul III”. Muzeul expune doar 10-20% din ceea ce există în depozite.
Spațiul muzeal cuprinde exponate și material ilustrativ audio-video organizat în mai multe săli:
- o cameră centrală ce prezintă universul cercetărilor arheologice, redând diversele stadii ale explorării, începând cu investigația pe teren și terminând cu restaurarea pieselor;
- sala artelor, ce prezintă ceramica Cucuteni;
- sala ocupațiilor, ce prezintă unelte și arme și unde a fost amenajată o locuință caracteristică epocii;
- sala tezaurului, ce prezintă podoabe și obiecte de cult.

### Muzeul Academic
Muzeul Academic prezintă o parte însemnată din patrimoniul documentar al Universității și diverse obiecte cu semnificație simbolică deosebită.
Spațiul muzeal este organizat atât după criterii tematice, cât și prin raportare la diversele etape istorice prin care a trecut învățământul superior ieșean. 
A fost amenajată o replică a cabinetului rectorului în care pot fi admirate simbolurile Universității, decorații și diverse sigilii, precum ciocanul și mistria folosite la solemnitatea așezării pietrei fundamentale a palatului universitar, pe 23 mai 1893.
Evoluția istorică a instituției este prezentată cu exponate reprezentative (steagurile primelor facultăți, tablouri cu personalități, documente oficiale, medalii, fotografii, publicații). Sunt prezentate, de asemenea, evoluția disciplinelor academice, diversele laboratoare, Muzeul de Istorie Naturală, Grădina Botanică și Biblioteca Centrală Universitară, profesorii și studenții, atât din perspectiva activităților didactice, cât și prin formele de manifestare care au excedat cadrul universitar.